# Arianna Caruso
Arianna Caruso (Roma, 6 novembre 1999) è una calciatrice italiana, centrocampista o attaccante del Bayern Monaco e della nazionale italiana.
È la primatista di presenze nella storia della Juventus, squadra con cui ha vinto cinque campionati consecutivi, tre Coppe Italia e quattro Supercoppe italiane.

## Caratteristiche tecniche
Ben si disimpegna sia come regista di centrocampo, dove dimostra molta concretezza, sia come mezzala, esibendo in questo caso un notevole dinamismo. Annovera un'ottima tecnica di base, in particolare nella coordinazione nell'andare al tiro, che le permette di trovare con una discreta frequenza il gol nonché di rendersi pericolosa anche se schierata all'occorrenza in posizione più avanzata.

## Carriera

### Club

#### Gli inizi, Res Roma
Dopo avere vestito la maglia giallorossa della formazione Giovanissime della Res Roma come prestito, passa alla squadra che partecipa al Campionato Primavera sotto la responsabilità tecnica di Roberto Piras e nella quale, al termine della stagione 2014-2015, ottiene il primo Scudetto di categoria della società.
Grazie alle prestazioni offerte nelle giovanili, il tecnico Fabio Melillo la promuove in prima squadra facendola debuttare in Serie A il 9 maggio 2015, nell'ultima giornata di campionato, nella partita persa per 0-1 con il Brescia. Segna la sua prima rete in massima serie la stagione successiva, il 12 dicembre 2015, decidendo la partita che vede la Res Roma imporsi per 1-0 sul Tavagnacco.

#### Juventus
Dopo un biennio a Roma, nell'agosto del 2017 passa alla neonata Juventus, in Serie A. Debutta con la formazione bianconera il 27 agosto seguente, a 17 anni, segnando anche una doppietta, nella vittoria per 13-0 in casa del Torino in Coppa Italia. Lungo la sua prima annata alla Juventus, colleziona in tutto nove reti in 25 presenze, contribuendo anche alla vittoria del primo titolo nazionale.
Nel corso delle stagioni, emerge nel gruppo storico delle bianconere che, nei cinque anni seguenti, si aggiudicano altrettanti Scudetti consecutivi, vestendo più volte anche il ruolo di capitana.
Il 17 gennaio 2024, Caruso totalizza la sua 200ª presenza in maglia bianconera durante la partita di campionato vinta per 4-0 contro la Sampdoria, diventando la prima giocatrice del club a raggiungere tale traguardo. Ha collezionato in tutto 237 presenze e 60 reti con la Juventus, risultando sia la primatista di presenze nella storia del club, nonché la terza miglior marcatrice, dietro a Barbara Bonansea e Cristiana Girelli. Con la squadra, ha inoltre vinto cinque campionati consecutivi, tre Coppe Italia e quattro Supercoppe Italiane.

#### Bayern Monaco
Il 3 febbraio 2025, Caruso viene ceduta in prestito con obbligo di riscatto al Bayern Monaco, nella massima serie tedesca. Sei giorni più tardi, debutta con il club bavarese, sostituendo Sydney Lohmann nei minuti di recupero della gara di campionato in casa dell'Hoffenheim, vinta per 3-1. Il 18 marzo seguente, invece, gioca la sua prima partita da titolare, disputando la gara di andata dei quarti di finale di Women's Champions League contro l'Olympique Lione, persa per 2-0. Il 27 aprile dello stesso anno, gioca la sua prima partita da titolare in campionato nell'incontro vinto per 3-1 con il Friburgo, successo che consente al Bayern di vincere il suo settimo titolo nazionale, nonché il terzo consecutivo. Il 1° maggio, infine, contribuisce anche alla vittoria della seconda coppa nazionale da parte della squadra tedesca, ottenuta con un successo per 4-2 sul Werder Brema in finale.
Dopo aver collezionato in tutto 11 presenze lungo la stagione, il 30 giugno 2025 Caruso viene ufficialmente riscattata dal club bavarese, con cui firma un contratto triennale.

### Nazionale

#### Nazionali giovanili
Dopo essere stata convocata per gli stage nelle formazioni Under-15 e Under-16, nel corso del 2015 il responsabile tecnico della nazionale Under-17, Enrico Sbardella, la inserisce in rosa nella formazione che partecipa alla fase élite, seconda fase di qualificazione, all'edizione 2015 del campionato europeo di categoria. Caruso fa il suo debutto con la maglia delle Azzurrine il 9 aprile di quell'anno, nella partita persa per 0-1 con le pari età della Repubblica Ceca.
Sbardella la riconvoca anche per le fasi di qualificazione all'edizione 2016, dove nel corso del torneo realizza una doppietta, al 35' e al 55', nell'incontro in cui il 28 settembre l'Italia si impone sulla Bosnia-Erzegovina per 5-0, andando a segno anche nella successiva partita, 5-0 sull'Irlanda del Nord, siglando la rete del parziale 2-0 al 47'.
Passata alla formazione Under-19, ancora sotto la guida tecnica di Sbardella, viene impiegata dalla prima fase di qualificazione all'Europeo di categoria di Irlanda del Nord 2017, facendo il suo esordio nel torneo il 18 ottobre 2016 al Boris Trajkovski di Skopje, nell'incontro dove le Azzurrine superano il Galles per 6-0. Segna la sua prima rete in U-19 due giorni dopo, siglando all'85' la rete del definitivo 4-0 sulla Macedonia del Nord e venendo impiegata anche nell'ultima, 2-0 sull'Irlanda, che attesta il passaggio del turno.
In seguito viene inserita nella rosa delle 18 atlete che l'11 gennaio 2017 a Elbasan incontrano in amichevole la nazionale maggiore dell'Albania. Caruso viene nuovamente convocata con le altre 20 ragazze che partecipano all'edizione 2017 del Torneo di La Manga, torneo a inviti dove all'inizio di marzo incontreranno le pari età di Scozia, Danimarca e Inghilterra. Durante il torneo le Azzurrine superano le prime per 2-1, pareggiando 0-0 con le seconde e venendo superate per 4-0 dalle ultime.
Soddisfatto delle sue prestazioni, Sbardella la convoca anche per la fase élite di qualificazione a Irlanda del Nord 2017. Caruso scende in campo in tutti tre gli incontri giocati a Sarpsborg dal 5 al 10 aprile, segnando al 16' la rete del parziale 1-0 sulla Serbia, risultato finale 3-0 per le Azzurrine. Pur perdendo 2-0 con la Svezia, grazie al 2-1 con cui superano la Norvegia padrona di casa Caruso e compagne festeggiano la qualificazione alla fase finale che mancava all'Italia dall'Europeo casalingo del 2011.

## Statistiche
Statistiche aggiornate al 1° maggio 2025.

### Presenze e reti nei club
| Stagione        | Squadra         | Campionato      | Campionato | Campionato | Coppe nazionali | Coppe nazionali | Coppe nazionali | Coppe continentali | Coppe continentali | Coppe continentali | Altre coppe | Altre coppe | Altre coppe | Totale | Totale |
| Stagione        | Squadra         | Comp            | Pres       | Reti       | Comp            | Pres            | Reti            | Comp               | Pres               | Reti               | Comp        | Pres        | Reti        | Pres   | Reti   |
| --------------- | --------------- | --------------- | ---------- | ---------- | --------------- | --------------- | --------------- | ------------------ | ------------------ | ------------------ | ----------- | ----------- | ----------- | ------ | ------ |
| 2014-2015       | Res Roma        | A               | 1          | 0          | CI              | -               | -               |                    | -                  | -                  |             | -           | -           | 1      | 0      |
| 2015-2016       | Res Roma        | A               | 15         | 2          | CI              | 1               | 1               |                    | -                  | -                  |             | -           | -           | 16     | 3      |
| 2016-2017       | Res Roma        | A               | 18         | 6          | CI              | 1               | 2               |                    | -                  | -                  |             | -           | -           | 19     | 8      |
| Totale Res Roma | Totale Res Roma | Totale Res Roma | 34         | 8          |                 | 2               | 3               |                    | -                  | -                  |             | -           | -           | 36     | 11     |
| 2017-2018       | Juventus        | A               | 20         | 3          | CI              | 5               | 6               |                    | -                  | -                  |             | -           | -           | 25     | 9      |
| 2018-2019       | Juventus        | A               | 22         | 2          | CI              | 6               | 2               | UWCL               | 1                  | 0                  | SI          | 1           | 0           | 30     | 4      |
| 2019-2020       | Juventus        | A               | 14         | 2          | CI              | 2               | 1               | UWCL               | 2                  | 0                  | SI          | 1           | 0           | 19     | 3      |
| 2020-2021       | Juventus        | A               | 20         | 7          | CI              | 4               | 0               | UWCL               | 2                  | 0                  | SI          | 2           | 0           | 28     | 7      |
| 2021-2022       | Juventus        | A               | 19         | 8          | CI              | 7               | 4               | UWCL               | 12                 | 4                  | SI          | 2           | 0           | 40     | 16     |
| 2022-2023       | Juventus        | A               | 25         | 5          | CI              | 7               | 1               | UWCL               | 9                  | 2                  | SI          | 1           | 0           | 42     | 8      |
| 2023-2024       | Juventus        | A               | 25         | 7          | CI              | 3               | 0               | UWCL               | 2                  | 1                  | SI          | 1           | 0           | 31     | 8      |
| 2024-feb. 2025  | Juventus        | A               | 13         | 5          | CI              | 1               | 0               | UWCL               | 8                  | 0                  | -           | -           | -           | 22     | 5      |
| Totale Juventus | Totale Juventus | Totale Juventus | 158        | 39         |                 | 35              | 14              |                    | 36                 | 7                  |             | 8           | 0           | 237    | 60     |
| feb.-giu. 2025  | Bayern Monaco   | BL              | 5          | 0          | CG              | 2               | 0               | UWCL               | 2                  | 0                  | ST          | -           | -           | 9      | 0      |
| Totale carriera | Totale carriera | Totale carriera | 197        | 47         |                 | 39              | 17              |                    | 38                 | 7                  |             | 8           | 0           | 282    | 71     |

### Cronologia presenze e reti in nazionale
| Cronologia completa delle presenze e delle reti in nazionale ― Italia | Cronologia completa delle presenze e delle reti in nazionale ― Italia | Cronologia completa delle presenze e delle reti in nazionale ― Italia | Cronologia completa delle presenze e delle reti in nazionale ― Italia | Cronologia completa delle presenze e delle reti in nazionale ― Italia | Cronologia completa delle presenze e delle reti in nazionale ― Italia | Cronologia completa delle presenze e delle reti in nazionale ― Italia | Cronologia completa delle presenze e delle reti in nazionale ― Italia |
| Data                                                                  | Città                                                                 | In casa                                                               | Risultato                                                             | Ospiti                                                                | Competizione                                                          | Reti                                                                  | Note                                                                  |
| --------------------------------------------------------------------- | --------------------------------------------------------------------- | --------------------------------------------------------------------- | --------------------------------------------------------------------- | --------------------------------------------------------------------- | --------------------------------------------------------------------- | --------------------------------------------------------------------- | --------------------------------------------------------------------- |
| 29-8-2019                                                             | Ramat Gan                                                             | Israele                                                               | 2 – 3                                                                 | Italia                                                                | Qual. Euro 2022                                                       | -                                                                     | 76’                                                                   |
| 8-11-2019                                                             | Benevento                                                             | Italia                                                                | 6 – 0                                                                 | Georgia                                                               | Qual. Euro 2022                                                       | -                                                                     | 62’                                                                   |
| 7-3-2020                                                              | Parchal                                                               | Nuova Zelanda                                                         | 0 – 3                                                                 | Italia                                                                | Algarve Cup 2020 - Seconda fase                                       | -                                                                     | 85’                                                                   |
| 22-9-2020                                                             | Zenica                                                                | Bosnia ed Erzegovina                                                  | 0 – 5                                                                 | Italia                                                                | Qual. Euro 2022                                                       | -                                                                     | 77’                                                                   |
| 1-12-2020                                                             | Viborg                                                                | Danimarca                                                             | 0 – 0                                                                 | Italia                                                                | Qual. Euro 2022                                                       | -                                                                     | 73’                                                                   |
| 24-2-2021                                                             | Firenze                                                               | Italia                                                                | 12 – 0                                                                | Israele                                                               | Qual. Euro 2022                                                       | 1                                                                     | 65’                                                                   |
| 10-4-2021                                                             | Firenze                                                               | Italia                                                                | 1 – 0                                                                 | Islanda                                                               | Amichevole                                                            | 1                                                                     | 75’                                                                   |
| 13-4-2021                                                             | Firenze                                                               | Italia                                                                | 1 – 1                                                                 | Islanda                                                               | Amichevole                                                            | -                                                                     | 66’                                                                   |
| 10-6-2021                                                             | Ferrara                                                               | Italia                                                                | 1 – 0                                                                 | Paesi Bassi                                                           | Amichevole                                                            | -                                                                     |                                                                       |
| 14-6-2021                                                             | Wiener Neustadt                                                       | Austria                                                               | 2 – 3                                                                 | Italia                                                                | Amichevole                                                            | -                                                                     |                                                                       |
| 17-9-2021                                                             | Trieste                                                               | Italia                                                                | 3 – 0                                                                 | Moldavia                                                              | Qual. Mondiali 2023                                                   | -                                                                     | 81’                                                                   |
| 21-9-2021                                                             | Karlovac                                                              | Croazia                                                               | 0 – 5                                                                 | Italia                                                                | Qual. Mondiali 2023                                                   | -                                                                     |                                                                       |
| 22-10-2021                                                            | Castel di Sangro                                                      | Italia                                                                | 3 – 0                                                                 | Croazia                                                               | Qual. Mondiali 2023                                                   | -                                                                     |                                                                       |
| 26-10-2021                                                            | Vilnius                                                               | Lituania                                                              | 0 – 5                                                                 | Italia                                                                | Qual. Mondiali 2023                                                   | 1                                                                     | 78’                                                                   |
| 16-2-2022                                                             | Lagos                                                                 | Danimarca                                                             | 0 – 1                                                                 | Italia                                                                | Algarve Cup 2022 - 1º turno                                           | -                                                                     | 46’                                                                   |
| 20-2-2022                                                             | Faro                                                                  | Italia                                                                | 2 – 1                                                                 | Norvegia                                                              | Algarve Cup 2022 - 1º turno                                           | 1                                                                     |                                                                       |
| 23-2-2022                                                             | Lagos                                                                 | Svezia                                                                | 1 – 1 (6 - 5 dtr)                                                     | Italia                                                                | Algarve Cup 2022 - Finale                                             | -                                                                     |                                                                       |
| 8-4-2022                                                              | Parma                                                                 | Italia                                                                | 7 – 0                                                                 | Lituania                                                              | Qual. Mondiali 2023                                                   | 2                                                                     | 70’                                                                   |
| 12-4-2022                                                             | Thun                                                                  | Svizzera                                                              | 0 – 1                                                                 | Italia                                                                | Qual. Mondiali 2023                                                   | -                                                                     | 76’                                                                   |
| 1-7-2022                                                              | Castel di Sangro                                                      | Italia                                                                | 1 – 1                                                                 | Spagna                                                                | Amichevole                                                            | -                                                                     | 46’                                                                   |
| 10-7-2022                                                             | Rotherham                                                             | Francia                                                               | 5 – 1                                                                 | Italia                                                                | Euro 2022 - Fase a gironi                                             | -                                                                     | 74’                                                                   |
| 14-7-2022                                                             | Manchester                                                            | Italia                                                                | 1 – 1                                                                 | Islanda                                                               | Euro 2022 - Fase a gironi                                             | -                                                                     | 46’                                                                   |
| 18-7-2022                                                             | Manchester                                                            | Italia                                                                | 0 – 1                                                                 | Belgio                                                                | Euro 2022 - Fase a gironi                                             | -                                                                     | 58’                                                                   |
| 2-9-2022                                                              | Chișinău                                                              | Moldavia                                                              | 0 – 8                                                                 | Italia                                                                | Qual. Mondiali 2023                                                   | 4                                                                     |                                                                       |
| 6-9-2022                                                              | Ferrara                                                               | Italia                                                                | 2 – 0                                                                 | Romania                                                               | Qual. Mondiali 2023                                                   | -                                                                     | 73’                                                                   |
| 10-10-2022                                                            | Genova                                                                | Italia                                                                | 0 – 1                                                                 | Brasile                                                               | Amichevole                                                            | -                                                                     | 66’                                                                   |
| 11-11-2022                                                            | Lignano Sabbiadoro                                                    | Italia                                                                | 0 – 1                                                                 | Austria                                                               | Amichevole                                                            | -                                                                     | 54’                                                                   |
| 15-11-2022                                                            | Belfast                                                               | Irlanda del Nord                                                      | 1 – 0                                                                 | Italia                                                                | Amichevole                                                            | -                                                                     | 71’                                                                   |
| 16-2-2023                                                             | Milton Keynes                                                         | Italia                                                                | 1 – 2                                                                 | Belgio                                                                | Arnold Clark Cup 2023                                                 | -                                                                     | 60’                                                                   |
| 19-2-2023                                                             | Coventry                                                              | Inghilterra                                                           | 2 – 1                                                                 | Italia                                                                | Arnold Clark Cup 2023                                                 | -                                                                     | 56’                                                                   |
| 22-2-2023                                                             | Bristol                                                               | Corea del Sud                                                         | 1 – 2                                                                 | Italia                                                                | Arnold Clark Cup 2023                                                 | 1                                                                     |                                                                       |
| 11-4-2023                                                             | Roma                                                                  | Italia                                                                | 2 – 1                                                                 | Colombia                                                              | Amichevole                                                            | -                                                                     | 46’ 45+1’                                                             |
| 1-7-2023                                                              | Ferrara                                                               | Italia                                                                | 0 – 0                                                                 | Marocco                                                               | Amichevole                                                            | -                                                                     |                                                                       |
| 14-7-2023                                                             | Auckland                                                              | Nuova Zelanda                                                         | 0 – 1                                                                 | Italia                                                                | Amichevole                                                            | -                                                                     | 77’                                                                   |
| 24-7-2023                                                             | Auckland                                                              | Italia                                                                | 1 – 0                                                                 | Argentina                                                             | Mondiali 2023 - Fase a gironi                                         | -                                                                     | 25’ 58’                                                               |
| 29-7-2023                                                             | Wellington                                                            | Svezia                                                                | 5 – 0                                                                 | Italia                                                                | Mondiali 2023 - Fase a gironi                                         | -                                                                     | 71’                                                                   |
| 2-8-2023                                                              | Wellington                                                            | Sudafrica                                                             | 3 – 2                                                                 | Italia                                                                | Mondiali 2023 - Fase a gironi                                         | 2                                                                     | 84’                                                                   |
| 22-9-2023                                                             | San Gallo                                                             | Svizzera                                                              | 0 – 1                                                                 | Italia                                                                | UEFA Women's Nations League 2023-2024 - Fase a gironi                 | 1                                                                     |                                                                       |
| 26-9-2023                                                             | Castel di Sangro                                                      | Italia                                                                | 0 – 1                                                                 | Svezia                                                                | UEFA Women's Nations League 2023-2024 - Fase a gironi                 | -                                                                     |                                                                       |
| 27-10-2023                                                            | Salerno                                                               | Italia                                                                | 0 – 1                                                                 | Spagna                                                                | UEFA Women's Nations League 2023-2024 - Fase a gironi                 | -                                                                     |                                                                       |
| 31-10-2023                                                            | Malmö                                                                 | Svezia                                                                | 1 – 1                                                                 | Italia                                                                | UEFA Women's Nations League 2023-2024 - Fase a gironi                 | -                                                                     |                                                                       |
| 1-12-2023                                                             | Pontevedra                                                            | Spagna                                                                | 2 – 3                                                                 | Italia                                                                | UEFA Women's Nations League 2023-2024 - Fase a gironi                 | -                                                                     |                                                                       |
| 5-12-2023                                                             | Parma                                                                 | Italia                                                                | 3 – 0                                                                 | Svizzera                                                              | UEFA Women's Nations League 2023-2024 - Fase a gironi                 | 1                                                                     |                                                                       |
| 23-2-2024                                                             | Bagno a Ripoli                                                        | Italia                                                                | 0 – 0                                                                 | Irlanda                                                               | Amichevole                                                            | -                                                                     | 75’                                                                   |
| 27-2-2024                                                             | Algeciras                                                             | Inghilterra                                                           | 5 – 1                                                                 | Italia                                                                | Amichevole                                                            | -                                                                     | 73’                                                                   |
| 5-4-2024                                                              | Cosenza                                                               | Italia                                                                | 2 – 0                                                                 | Paesi Bassi                                                           | Qual. Euro 2025                                                       | -                                                                     |                                                                       |
| 9-4-2024                                                              | Helsinki                                                              | Finlandia                                                             | 2 – 1                                                                 | Italia                                                                | Qual. Euro 2025                                                       | -                                                                     | 60’                                                                   |
| 31-5-2024                                                             | Oslo                                                                  | Norvegia                                                              | 0 – 0                                                                 | Italia                                                                | Qual. Euro 2025                                                       | -                                                                     | 79’                                                                   |
| 4-6-2024                                                              | Ferrara                                                               | Italia                                                                | 1 – 1                                                                 | Norvegia                                                              | Qual. Euro 2025                                                       | -                                                                     | 69’                                                                   |
| 12-7-2024                                                             | Sittard                                                               | Paesi Bassi                                                           | 0 – 0                                                                 | Italia                                                                | Qual. Euro 2025                                                       | -                                                                     |                                                                       |
| 16-7-2024                                                             | Bolzano                                                               | Italia                                                                | 4 – 0                                                                 | Finlandia                                                             | Qual. Euro 2025                                                       | -                                                                     | 78’                                                                   |
| 29-10-2024                                                            | Vicenza                                                               | Italia                                                                | 1 – 1                                                                 | Spagna                                                                | Amichevole                                                            | -                                                                     | 55’                                                                   |
| 2-12-2024                                                             | Bochum                                                                | Germania                                                              | 1 – 2                                                                 | Italia                                                                | Amichevole                                                            | -                                                                     | 44’ 79’                                                               |
| 21-2-2025                                                             | Monza                                                                 | Italia                                                                | 1 – 0                                                                 | Galles                                                                | UEFA Women's Nations League 2025 - Fase a gironi                      | -                                                                     |                                                                       |
| 25-2-2025                                                             | La Spezia                                                             | Italia                                                                | 1 – 3                                                                 | Danimarca                                                             | UEFA Women's Nations League 2025 - Fase a gironi                      | -                                                                     |                                                                       |
| 4-4-2025                                                              | Solna                                                                 | Svezia                                                                | 3 – 2                                                                 | Italia                                                                | UEFA Women's Nations League 2025 - Fase a gironi                      | -                                                                     |                                                                       |
| 8-4-2025                                                              | Herning                                                               | Danimarca                                                             | 0 – 3                                                                 | Italia                                                                | UEFA Women's Nations League 2025 - Fase a gironi                      | 1                                                                     |                                                                       |
| 30-5-2025                                                             | Parma                                                                 | Italia                                                                | 0 – 0                                                                 | Svezia                                                                | UEFA Women's Nations League 2025 - Fase a gironi                      | -                                                                     |                                                                       |
| 3-6-2025                                                              | Swansea                                                               | Galles                                                                | 1 – 4                                                                 | Italia                                                                | UEFA Women's Nations League 2025 - Fase a gironi                      | -                                                                     |                                                                       |
| 3-7-2025                                                              | Sion                                                                  | Belgio                                                                | 0 – 1                                                                 | Italia                                                                | Euro 2025 - Fase a gironi                                             | 1                                                                     |                                                                       |
| 7-7-2025                                                              | Ginevra                                                               | Portogallo                                                            | 1 – 1                                                                 | Italia                                                                | Euro 2025 - Fase a gironi                                             | -                                                                     |                                                                       |
| 11-7-2025                                                             | Berna                                                                 | Italia                                                                | 1 – 3                                                                 | Spagna                                                                | Euro 2025 - Fase a gironi                                             | -                                                                     |                                                                       |
| 16-7-2025                                                             | Ginevra                                                               | Norvegia                                                              | 1 – 2                                                                 | Italia                                                                | Euro 2025 - Quarti di finale                                          | -                                                                     |                                                                       |
| 22-7-2025                                                             | Ginevra                                                               | Inghilterra                                                           | 2 – 1 dts                                                             | Italia                                                                | Euro 2025 - Semifinali                                                | -                                                                     |                                                                       |
| Totale                                                                |                                                                       | Presenze                                                              | 64                                                                    |                                                                       | Reti                                                                  | 17                                                                    |                                                                       |

## Palmarès

### Club

#### Competizioni giovanili
- Campionato Primavera: 1

Res Roma: 2014-2015

#### Competizioni nazionali
- Campionato italiano: 5

Juventus: 2017-2018, 2018-2019, 2019-2020, 2020-2021, 2021-2022
- Coppa Italia: 3

Juventus: 2018-2019, 2021-2022, 2022-2023
- Supercoppa italiana: 4

Juventus: 2019, 2020, 2021, 2023
- Campionato tedesco: 1

Bayern Monaco: 2024-2025
- Coppa di Germania: 1

2024-2025

### Individuale
- Gran Galà del calcio AIC: 3

Squadra dell'anno: 2021, 2022, 2023